# Droga bez znaczenia
Droga bez znaczenia (ang. Desolation Road) – brytyjska powieść fantastyczno-naukowa z 1988, będąca debiutem Iana McDonalda. Pierwsze wydanie ukazało się nakładem oficyny Spectra. Powieść zdobyła Nagrodę Locusa za najlepszy debiut. Akcja rozgrywa się w odległej przyszłości wokół oazy na terraformowanej pustyni marsjańskiej.
W 2001 autor opublikował sequel, Ekspres Ares. Polskie wydanie ukazało się w 2023  nakładem wydawnictwa Mag, w tłumaczeniu Wojciecha Próchniewicza w ramach serii Artefakty w omnibusie, wraz z drugim tomem cyklu. 

## Fabuła
Świat przyszłości. Naukowiec, dr Alimantando, wędruje przez pustynię terraformowanego Marsa i spotyka humanoidalnego zielonego człowieka. Twierdzi on, że podróżował w czasie, aby upewnić się, że Alimantando jest we właściwym miejscu, aby wypełnić swoje przeznaczenie. Przybiera on formę 700-letniego świadomego modułu inżynierii środowiskowej ROTECH, który umiera na pustyni. Przekazuje siebie oraz swoje zasoby doktorowi, który demontuje maszynę i wykorzystuje jej komponenty do budowy własnej osady w oazie na pustyni, którą po spożyciu zbyt dużej ilości wina nazywa Droga Bez Znaczenia.